# Epica (grup de música)
Epica és una banda holandesa de metal simfònic fundada l'any 2002 pel compositor, guitarrista i vocalista Mark Jansen després de separar-se del grup After Forever.
La seva música barreja la veu mezzosoprano de Simone Simons acompanyada amb guitarres melòdiques i contundents, utilitzant veus guturales, cors i passatges en llatí, amb un concepte filosòfic en les seves cançons.
L'estil de la banda també mostra sons propers al metal progressiu.
L'any 2003 la banda va llançar el seu primer àlbum, The Phantom Agony, sota el segell discogràfic Transmission Record. El 2005 el seu segon àlbum, Consign to Oblivion, va ser llançat i va arribar a la dotzena posició de les llistes de vendes a Holanda.
El seu tercer àlbum d'estudi, The Divine Conspiracy, va arribar a la novena posició als Països Baixos i va ser llançat sota el segell discogràfic Nuclear Blast, ja que l'anterior empresa es va declarar en fallida.
El seu quart àlbum d'estudi, Design Your Universe, es va llançar el 2009. Va ser un èxit comercial amb una excel·lent recepció per part de la crítica i dels fans i va arribar a la vuitena posició de les llistes de vendes a Holanda i va entrar en les llistes de vendes en la majoria dels països d'Europa. Més tard el grup va realitzar una gira mundial, Design Your Universe World Tour, que va constar d'aproximadament 200 espectacles.
El seu cinquè àlbum d'estudi, Requiem for the Indifferent, va ser llançat el 2012, i amb més de 5.000 còpies la banda va fer el seu debut en el recompte més important d'Amèrica del Nord, el Billboard 200.
El març de 2013 van celebrar el 10è aniversari a Eindhoven, Holanda, anomenat Retrospect en el Klokgebouw, d'Eindhoven. The Quàntum Enigma és el sisè àlbum llançat pel grup, el 2 de maig de 2014 amb el segell discogràfic de Nuclear Blast.

## Membres del grup

### Membres actuals
- Simone Simons - Veu
- Mark Jansen - Guitarra i veu gutural
- Isaac Delahaye - Guitarra
- Coen Janssen - Piano i teclats
- Rob van der Lloo - Baix
- Ariën Van Weesenbeek - Bateria

### Antics membres
- Yves Huts - Baix fins al 2012
- Ad Sluijter - Guitarra fins al 2008
- Jeroen Simons - Bateria
- Koen Herfst - Bateria per a algunes dates de la gira 2007

## Membres del cor
| Àlbum                          | Sopranos                                                                                          | Contralts                                                                 | Tenors                                        | Baixos                                              | Segones veus                                          |
| ------------------------------ | ------------------------------------------------------------------------------------------------- | ------------------------------------------------------------------------- | --------------------------------------------- | --------------------------------------------------- | ----------------------------------------------------- |
| The Phantom Agony              | Amanda Somerville - Annie Goebel                                                                  | Bridget Fogle - Cinzia Rizzo                                              | Previn Moore                                  | Melvin Edmondson                                    | Amanda Somerville                                     |
| Consign to Oblivion            | Bridget Fogle - Linda van Summeren                                                                | Amanda Somerville - Annie Goebel                                          | Previn Moore - Andre Matos                    | Melvin Edmondson                                    |                                                       |
| The Divine Conspiracy          | Bridget Fogle - Linda van Summeren                                                                | Amanda Somerville - Cinzia Rizzo                                          | Previn Moore                                  | Melvin Edmondson                                    | Amanda Somerville                                     |
| Design Your Universe           | Bridget Fogle - Linda van Summeren                                                                | Amanda Somerville - Cloudy Yang                                           | Previn Moore                                  | Melvin Edmondson                                    | Amanda Somerville                                     |
| Requiem for the Indifferent    | Laura Macrì - Linda Janssen                                                                       | Amanda Somerville - Tanja Eisl                                            | Previn Moore                                  | Christoph Drescher                                  | Amanda Somerville                                     |
| The Quàntum Enigma             | Alfrun Schmid - Frederique Klooster - Martha Bosch - Silvia da Silva Marthino - Annemieke Nuijten | Astrid Krause - Annette Stallinga - Annette Vermeullen - Karen Langendonk | Daan Verlaan - Koert Braches - Ruben de Grauw | Andreas Goetze - Angus van Grevenbroek - Jan Douwes | Marcela Bovio                                         |
| We Will Take You With Us (DVD) | Amanda Somerville - Leigh Adoff - Georgina Chakos                                                 | Bridget Fogle - Annie Goebel                                              | Previn Moore                                  | Melvin Edmondson                                    | Amanda Somerville - Linda van Summeren - Annie Goebel |